# Braiconf
Braiconf Brăila este o companie producătoare de îmbrăcăminte din România.
Cel mai mare acționar al firmei este banca de investiții Julius Baer&Co., care controlează 25,1% din titluri, iar clienții nerezidenți ai Citibank dețin 14,67% din acțiuni.
Printre acționari se numără și o persoană fizică, Liviu Catalin Toderiță, cu 16,1% din titluri.
Compania produce pentru mari firme internaționale cum ar fi Max Mara, H&M, C&A, dar și pentru Hugo Boss, Gianfranco Ferre sau Armani.
Număr de angajați în 2002: 3.500
Cifra de afaceri în 2006: 45,5 milioane de RON
Website: www.braiconf.ro